# 杜倫·奧穆薩哥夫體育場
杜倫·奧穆薩哥夫體育場是一座位於吉爾吉斯首都比斯凱克的綜合性體育場。目前主要用於舉辦足球比賽。體育場容納23000人。它也為吉爾吉斯國家足球隊的主場。

## 外部連結
- worldstadiums.com的介紹 （页面存档备份，存于）

42°52′48.63″N 74°35′52.58″E / 42.8801750°N 74.5979389°E